# La Tour-d’Aigues
La Tour-d’Aigues település Franciaországban, Vaucluse megyében. Lakosainak száma 4375 fő (2022. január 1.). La Tour-d’Aigues Saint-Martin-de-la-Brasque, Ansouis, La Bastidonne, Grambois, Mirabeau, La Motte-d’Aigues és Pertuis községekkel határos.

## Népesség
A település népességének változása:
| Lakosok száma | 4203 | 4196 | 4392 | 4287 | 4333 | 4334 | 4327 | 4346 | 4375 |
|               | 2013 | 2015 | 2016 | 2017 | 2018 | 2019 | 2020 | 2021 | 2022 |